# Miami Sol 2002
La stagione 2002 delle Miami Sol fu la 3ª e ultima nella WNBA per la franchigia.
Le Miami Sol arrivarono seste nella Eastern Conference con un record di 15-17, non qualificandosi per i play-off.

## Roster
| N° | Naz.                   | Ruolo | Sportivo          | Anno | Alt. | Peso |
| -- | ---------------------- | ----- | ----------------- | ---- | ---- | ---- |
| 2  | Stati Uniti (bandiera) | A     | Trisha Stafford   | 1970 | 185  | 82   |
| 6  | Australia (bandiera)   | G     | Sandy Brondello   | 1968 | 170  | 62   |
| 7  | Stati Uniti (bandiera) | C     | Ruth Riley        | 1979 | 196  | 88   |
| 8  | Brasile (bandiera)     | G     | Iziane            | 1982 | 183  | 64   |
| 9  | Brasile (bandiera)     | G     | Claudinha         | 1975 | 173  | 62   |
| 11 | Stati Uniti (bandiera) | G     | Lindsey Yamasaki  | 1980 | 185  | 86   |
| 14 | Germania (bandiera)    | C     | Marlies Askamp    | 1970 | 196  | 90   |
| 18 | Stati Uniti (bandiera) | A     | Vanessa Nygaard   | 1975 | 185  | 79   |
| 22 | Stati Uniti (bandiera) | G     | Betty Lennox      | 1976 | 173  | 75   |
| 30 | Stati Uniti (bandiera) | G     | Tamara Moore      | 1980 | 180  | 78   |
| 31 | Stati Uniti (bandiera) | G     | Debbie Black      | 1966 | 157  | 56   |
| 41 | Bahamas (bandiera)     | C     | Pollyanna Johns   | 1975 | 191  | 75   |
| 52 | Stati Uniti (bandiera) | A     | Kristen Rasmussen | 1978 | 188  | 86   |
| 53 | Stati Uniti (bandiera) | C     | Carolyn Moos      | 1978 | 198  | 83   |
| 55 | Stati Uniti (bandiera) | G     | Sheri Sam         | 1974 | 180  | 81   |

## Staff tecnico
- Allenatore: Ron Rothstein
- Vice-allenatori: Jenny Boucek, Tony Fiorentino